# HD 156274
HD 156274，又名CD-4611370，SAO 227816、HR 6416，是一个位於天坛座的恒星系統，视星等为5.48，位于銀經342.29，銀緯-5.26，其B1900.0坐标为赤經17h 11m 27.7s，赤緯-46° -5.26′ 55″。